# Aleksandr Rybakov
Aleksandr Vladimirovitsj Rybakov (Russisch: Александр Владимирович Рыбаков; Narva, 17 mei 1988) is een Russisch wielrenner die sinds 2015 onder contract staat bij RusVelo.

## Overwinningen
2012
Memorial Oleg Djatsjenko
2013
Memorial Oleg Djatsjenko

## Ploegen
- 2009 –  Lokomotiv
- 2012 –  Itera-Katjoesja
- 2013 –  RusVelo
- 2014 –  Team Katjoesja
- 2015 –  RusVelo

Bojev · Firsanov · Klimov · Jersjov · Kotsjetkov · I. Kovaljov · J. Kovaljov · Krasnov · Majkin · Manakov · Mironov · Ovetsjkin · Pomosjnikov · Rybakov · Savitski · Serov · Solomennikov · Tatarinov · Zakarin
Belkov · Broett · Caruso · Goesev · Haller · Ignatenko · Ignatjev · Isajtsjev · Koetsjynski · Koeznetsov · Kolobnev · Kotsjetkov · Kozontsjoek · Kristoff · Losada · Moreno · Paolini · Porsev · Rodríguez · Rybakov · Selig · Silin · Smukulis ·  Špilak · Trofimov · Tsatevitsj · Tsjernetski · Vicioso · Vorganov · Vorobjov · Bystrøm (stagiair)
Arslanov · Balykin · Bojev · Firsanov · Foliforov · Ignatenko · Jersjov · Jevtoesjenko · Koerbatov · Koestadintsjev · Komin · Majkin · Nikolajev · Nytsj · Ovetsjkin · Pozdnijakov · Rybakov · Savitski · Serov · Solomennikov · Stasj